# Het IJsvolk
Het IJsvolk (Engels: The Cold People) is het vijfde deel uit de jeugdboekenserie Spookermonde van de Amerikaanse auteur Christopher Pike. Het verscheen in 1996 in de Verenigde Staten en werd in 1997 vertaald in het Nederlands.

## Verhaal
Adam en zijn vrienden Sara, Cindy en Watch vinden enkele ijsblokken in het bos bij Spookermonde. Ze ontdooien er één en er blijkt een man in bevroren te zijn. Eenmaal ontdooit tracht hij de vrienden te grijpen en al snel ontdooien ook de andere ijsblokken. Kort daarna wemelt het in Spookermonde van de ijzige personen die iedereen op hun weg proberen te bevriezen.

## Personages
- Cindy Makey
- Adam Freeman
- Watch
- Sara Wilcox